# 陶野重雄
陶野 重雄（とうの しげお、1908年 - 1985年）は日本の作曲家。

## 概要
個人レッスンで諸井三郎や菅原明朗らに師事。1953年に文部省芸術祭管弦楽部門に入選。作品に吹奏楽曲「若人の踊り」や「祝典音楽」、交響曲ホ調、バレエ音楽「石像と花と女」や「ノー・モア・ヒロシマ」、オペラ「屋根上の狂人」などが名高い。1968年（昭和43年）には、吹奏楽のための「序・破・急」ト調が、第16回全日本吹奏楽コンクール中学の部の課題曲に採用されている。